# Labastide-Saint-Georges
Labastide-Saint-Georges is een gemeente in het Franse departement Tarn (regio Occitanie) en telt 1235 inwoners (1999). De plaats maakt deel uit van het arrondissement Castres.

## Geografie
De oppervlakte van Labastide-Saint-Georges bedraagt 6,2 km², de bevolkingsdichtheid is 199,2 inwoners per km².

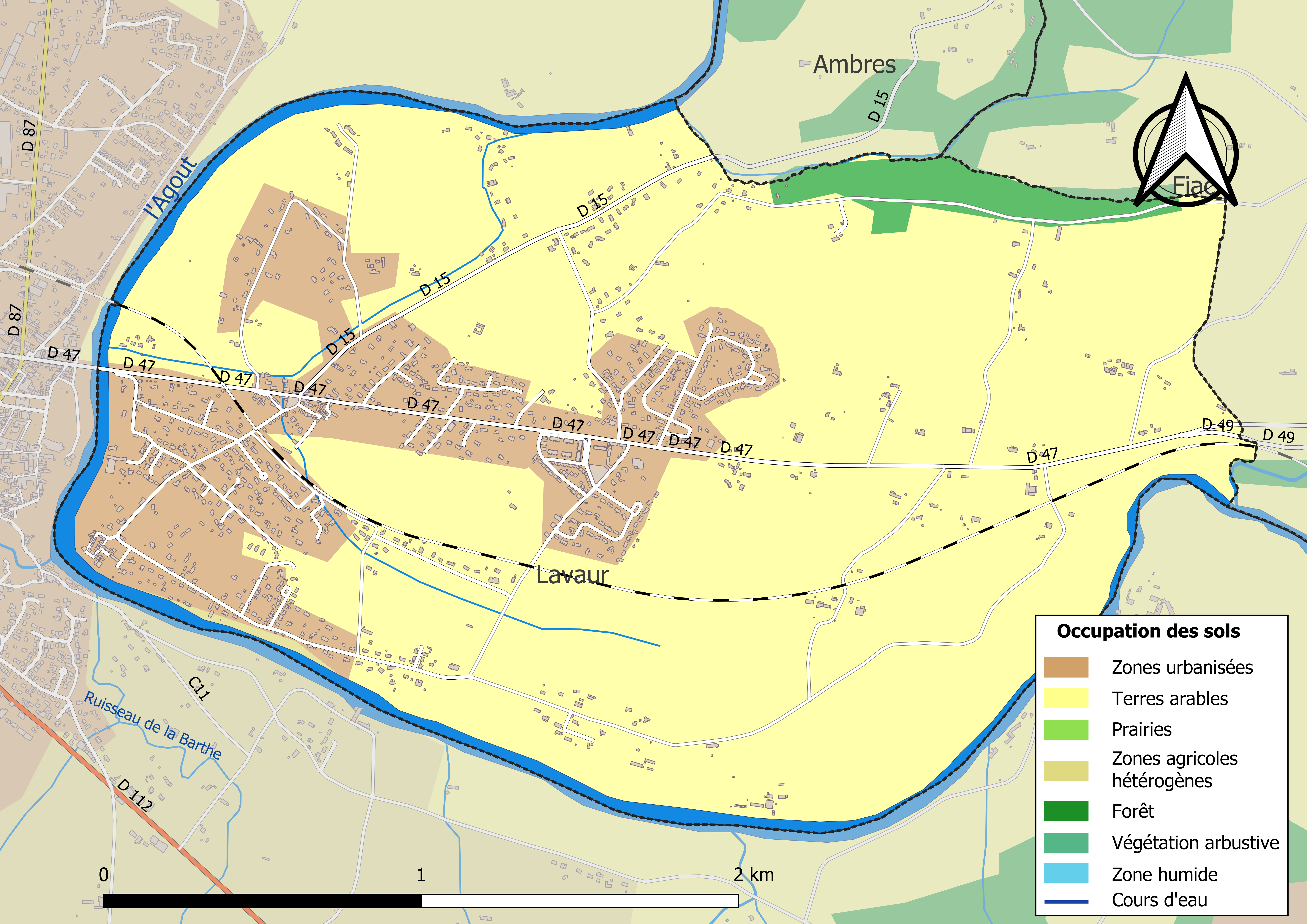
Kaart van de gemeente met de belangrijkste infrastructuur, bodemgebruik en omliggende gemeenten

## Demografie
Onderstaande figuur toont het verloop van het inwonertal (bron: INSEE-tellingen).